# Victor Catan
Victor Catan (n. 17 august 1949, satul Druța, raionul Rîșcani) este un general-maior de poliție din Republica Moldova, care a îndeplinit funcția de Ministru al Afacerilor Interne al Republicii Moldova în două termene: în perioada 22 mai 1998 - 12 noiembrie 1999 și apoi din 25 septembrie 2009 până la 14 ianuarie 2011.

## Biografie
Victor Catan s-a născut la data de 17 august 1949 în satul Druța din raionul Rîșcani. Și-a început activitatea ca tehnician electronist în anul 1967. După efectuarea serviciului militar, a urmat cursurile Școlii medii speciale de miliție a MAI al URSS din orașul Chișinău (1970-1972).
După absolvirea cursurilor Școlii de miliție, a lucrat ca inspector al serviciului de combatere a crimelor economice, patrimoniului de stat a Secției afacerilor interne Anenii Noi a RSSM (1972-1976) și apoi ca inspector, inspector superior și șef al Serviciului de combatere a crimelor economice, patrimoniului de stat al Secției afacerilor interne din orașul Bender (1976-1985). În paralel cu activitatea profesională, a absolvit în anul 1981 cursurile Școlii superioare a MAI al URSS din orașul Kiev, obținând calificarea de jurist.
Între anii 1985-1990 a fost împuternicit operativ, împuternicit operativ superior și apoi șef de secție în Direcția Generală de Combatere a crimelor economice, patrimoniului de stat a Ministerului afacerilor interne al URSS de la Moscova. Avansează în funcție devenind Șef al Direcției Generale de Combatere a crimelor economice, patrimoniului de stat a Ministerului Afacerilor Interne al RSSM (1990-1991), apoi șef al Direcției Poliției Economice a Ministerului Afacerilor Interne al Republicii Moldova (1991-1992).
În februarie 1992, Victor Catan a fost numit în funcția de secretar de stat cu drepturi de prim-viceministru al afacerilor interne al Republicii Moldova, iar în decembrie același an este numit prim-viceministru și șef al departamentului securitate publică al Ministerului Afacerilor Interne. Din această funcție, a fost unul dintre principalii prigonitori ai Mitropoliei Basarabiei, subordonate Patriarhiei Române. A fost înaintat la gradul special de "general-maior de poliție", prin Decretul Președintelui Republicii Moldova nr.211 din 24 iunie 1994. La 11 februarie 1997 a fost revocat din funcția de prim-viceministru al afacerilor interne și numit ca viceministru al justiției (1997-1998). 
În perioada 22 mai 1998 - 12 noiembrie 1999, generalul-maior de poliție Victor Catan a deținut funcția de ministru al afacerilor interne în Guvernul Republicii Moldova. După ce a fost eliberat din funcție, a lucrat ca șef de secție al Oficiului de Implementare a Primului Proiect de Cadastru (2000-2002).
A candidat pentru funcția de deputat în Parlamentul Republicii Moldova la alegerile din 25 februarie 2001 din partea Partidului Renașterii și Concilierii din Moldova, dar această formațiune politică nu a depășit pragul electoral. Începând din anul 2002 a predat la Catedra de drept patrimonial a Universității Tehnice din Moldova, cu gradul didactic de conferențiar universitar.
La 25 septembrie 2009, generalul Victor Catan a fost numit în funcția de ministru al afacerilor interne în guvernul condus de Vladimir Filat. El este membru al Partidului Liberal Democrat din Moldova.
Ca o apreciere a meritelor sale militare, a fost decorat cu Ordinul „Ștefan cel Mare” (prin Decretul Președintelui Republicii Moldova nr.251 din 17 decembrie 1992). Victor Catan este căsătorit și are un copil.